# Église Saint-Joseph de Somerset
L'église Saint-Joseph est une église catholique de l'État de l'Ohio, dont c'est l'église catholique la plus ancienne, puisqu'elle date de 1843. Elle se trouve à Somerset, où les dominicains ont fondé la première paroisse catholique de cet État. Elle est placée sous le vocable de saint Joseph et dépend aujourd'hui du diocèse de Columbus. Elle est inscrite au registre national du patrimoine historique en 1986. Elle est de style néogothique anglais.